# Vanćelijska tečnost
Vanćelijska tečnost (eng. Extracelular fluid: ECF) – ili ekstracelularna tečnost i zapremina vanćelijske tečnosti – obično je termin koji označava sve telesne tečnosti izvan ćelija. Ostatak se zove intračelijska tečnost (ICF). ECF i ICF su dve glavne komponente telesnih tečnosti.
Kod nekih životinja, uključujući sisare, ECF se mogu podeliti u dva glavna potkompartmenta, intersticijska tečnost i krvna plazma, koje čine najmanje 97% sadržaja. Vanćelijska tečnost sadrži i transćelijsku tečnost, koja je zastupljena sa oko 2,5%. Ona takođe uključuje bešćelijski dio limfe prema samoj logici definicije, iako se u raspravama o ECF limfa obično tretira kao zanemarljiva ili implicitno je trpaju zajedno sa intersticijalnim tečnosti. Jedan od načina gledanja na ECF je da ima "dve komponente, plazmatsku i limfnu kao sistem za isporuku i intersticijsku tečnost za razmenu rastvora. Kod ljudi, normalna koncentracija glukoze u vanćelijskoj tečnosti je regulisana homeostazom i iznosi oko 5 mM, a pH je stabilno odrežen puferskim rastvorom na oko 7,4. Obim ECF je obično 15 L, od kojih je 12 L intersticijska tečnost, a 3 L je plazma. Intersticijska tečnost čini 16% telesne težine osobe, a krvna plazma 4%.

## Funkcija
Vanćelijska tečnost, u kombinaciji sa intraćelijskom, pomaže u kontroli kretanja vode i elektrolita u celom telu. U cilju održavanja osmotske ravnoteže, vanćelijske pregrade u telu sisara moraju biti u stanju da izbace i upijaju vodu i iz okruženja. Za održavanje homeostaze, takođe se moraju razmenjivati anorganski joni ECF i vanjskog okruženja. Ova razmena ide preko specijaliziranih epitelnih ćelija i u procesu filtracije u bubrezima. Vanćelijska tečnost omogućava ravnotežu rastvora između spoljašnjosti i unutrašnjosti ćelije, ili može proizvesti gradijent (koji se obično koristi za pokretanje difuzije, osmoze, olakšane difuzije, aktivnog transporta, itd). Protok krvi dovodi kiseonik do arteriola, kapilara i venula i odnosi otpadne produkte metabolizma. Druga važna funkcija tečnosti u organima je filtracija plazme preko mikrocirkulacije u intersticijskim limfnim pregradama ECF. Ovaj tok regulišu višestruki mehanizmi i distribuiraju ECF između volumena plazme i intersticijskih limfnih delova.

## Sastav
- Glavni katjoni:
  - Natrijum (Na+ = 136–145 mEq/L)
  - Kalijum (K+ = 3,5–5,5 mEq/L)
  - Kalcijum (Ca2+ = 2,2–2,6 mEq/L)
- Glavi anjoni:
  - Hlor (Cl− = 99–109 mEq/L)
  - Bikarbonat (HCO3− 22–26 mM)

U poređenju sa unutarćelijskom, vanćelijska tečnost je siromašna u proteinima.
- Jonski sastav:
  - Na+ 150 (mM)
  - K+ 5 (mM)
  - Cl− 110 (mM)

## Opis
Vanćelijske tečnosti su telesne tečnosti koja se ne nalazi u ćelijama. Često je luče ćelije radi održavanja konstantnog okruženja pri mobilnim operacijama.

## Rasprostranjenje
Ljudska vanćelijska tečnost se nalazi u krvi, limfi, telesnim šupljinama koje su obložene seroznim membranama, šupljinama i kanalima mozga i kičmene moždine, mišićima i drugim telesnim tkivima.

## Sastavnice - supkompartmenti
- Intersticijska tečnost – vanćelijska tečnosti oblaže većinu tkiva, isključujući tečnosti unutar limfnih i krvnih sudova.
- Krvna plazma – žuta ili sivo-žuta, sadrži proteinsku tečnost i deo krvi u kojoj je obično suspenzija krvnih zrnaca i trombocita.

## Spoljašnje veze
- Britannica.com
- Biology-online.org